# Vývojová kineziologie
Vývojová kineziologie (z řeckého "kinesis" = pohyb) je jedna ze specializovaných částí vědního oboru kineziologie a zkoumá vývoj pohybových funkcí v průběhu ontogeneze. Zabývá se jednotlivými fázemi motorického vývoje člověka už od jeho narození a zejména v prvních letech života detailně zkoumá kvalitu pohybového projevu. Zabývá se také mentálním dozráváním v průběhu vývoje, kdy souhrnně spolu s motorikou mluvíme o psychomotorickém vývoji.
Vývoj dítěte je naprogramovaný tak, aby probíhal automaticky. Musí k tomu být vhodné podmínky a základním předpokladem pro správný psychomotorický vývoj je dostatečná kvalita centrální nervové soustavy (CNS), která zajišťuje motivaci dítěte, neuro - svalovou koordinaci pohybu a kontakt s okolím. Motorické programy jsou vrozené a jsou uložené v CNS. Postupně se odemykají během ontogeneze v souladu s tím, jak dozrává CNS. Veškerý pohybový vývoj dítěte směřuje k postupné vertikalizaci do stoje, které dítě dosahuje mezi 12. a 15. měsícem. Vzpřímění a chůze dítěti umožňuje naplno se integrovat do společnosti. Vertikalizace probíhá v úsecích a v pravidelných 6 týdenních intervalech dítě vstupuje do nové fáze vertikalizace.

## Fáze vertikalizace[2]
- Období novorozenecké - raná postura, holokinetické pohyby, asymetrické držení trupu, flekční držení končetin, břišní dýchání, reaguje na podněty (otočí se za světlem)
- 4–6 týdnů – vzpřimovací tendence, optický kontakt, natáčí se za podnětem, v leže na břiše zvedá hlavu s oporou o horní končetiny, objevuje se mimika, povrchní rychlé dýchání
- 8 týdnů – spojí obě ruce před obličejem (důkaz propojení obou mozkových hemisfér), rozvíjí se smyslové vnímání
- 3 měsíce – napřímení páteře, trup asymetrický, aktivní opěrná báze, rozvíjí se úchop, přítomna aktivita svěračů a pánevního dna
- 4,5 měsíce – vědomě pracuje s těžištěm, dokáže uvolnit ruku. diferenciace končetin, uchopí hračku a manipuluje s ní, otáčí se na bok
- 5. měsíc – zesiluje opěrná báze, pánev se zvedá od země, páteř zcela napřímena
- 6. měsíc – přetáčí se na břicho, opora o dlaně, rozvíjí se jazyk
- 7. měsíc – první lokomoční pohyb tzv. tulenění, předfáze lezení po čtyřech

Vývojová kineziologie má nezastupitelnou roli v diagnostice hybných poruch. Zahrnuje sadu polohových testů, na základě kterých lze velmi brzy odhalit patologický psychomotorický vývoj dítěte a je možné včas zahájit terapeutickou intervenci. Provokovaná změna polohy dítěte vyvolává konstantní a opakující se reakce celého těla v závislosti na zralost CNS. Z reakcí lze odečíst posturálně lokomoční funkce a jejich poruchy. K vyšetření slouží 7 polohových testů. Druhá možnost, jak vyšetřit zda zralost CNS odpovídá fyziologickému vývoji je vyšetření primitivních reflexů. Ty je totiž možné vybavit pouze v časově vymezeném období a pokud k jejich vybavení dojde i nad rámec tohoto období, svědčí to o opožděném dozrávání CNS.

### Polohové testy
- Trakční zkouška
- Landauova reakce
- Axilární vis
- Vojtova sklopná reakce
- Horizontální závěs podle Collisové
- Reakce podle Peipera a Isberta
- Vertikální závěs podle Collisové

### Primitivní reflexy
- Babkinův reflex – tlakem do dlaně dítě otevře ústa a otočí hlavu směrem ke dlani (0-4. týden, 5. měsíc)
- Rooting reflex – dotekem v obličeji dítě otevře ústa a otočí hlavu směrem k doteku (0-3. měsíc, 3. trimenon)
- Fenomén očí loutky – pomalým pasivním otáčením hlavy doprava a doleva dítě pohne očima proti směru otáčení (0-4. týden)
- Sací reflex – kontaktem v ústech (dudlík, ruka dítěte) dítě začně sát (0-3. měsíc)
- a další (primitivní vzpěrná reakce, suprapubický reflex, zkřížený extenční reflex, patní reflex, reflex kořene ruky, zdvižná reakce, Galantův reflex, úchopové reflexy...)

## Vývojová kineziologie v ČR
Významným představitelem vývojové kineziologie v ČR je celosvětově známý český neurolog prof. Václav Vojta, který na základě vlastních pozorování a zkušeností vyvinul diagnostickou a terapeutickou léčebnou metodu, tzv. Vojtovu reflexní lokomoci. Při léčbě dětí s mozkovou obrnou Vojta zjistil, že na určité stimuly děti reagují reflexním pohybem vpřed. Podařilo se mu přesně definovat, jaká místa na těle stimulovat k vyvolání reflexní pohybové odpovědi. Tento princip je základem Vojtovy metody, která má pevné místo při léčbě neurologický poruch nejen v Čechách, ale i v zahraničí. Dalším významným představitelem vývojové kineziologie v ČR je fyzioterapeut Pavel Kolář. Ten na základě znalostí vývojové kineziologie, a inspirovaný prací prof. Vojty, vytvořil diagnostický a terapeutický koncept DNS – dynamickou neuromukulární stabilizaci. DNS je oblíbená léčebná metoda, kterou využívají fyzioterapeuti po celém světě. Zahrnuje specializavaná cvičení k optimalizaci pohybu, která jsou inspirovaná pohybovým vývojem jedince v prvním roce života. Z vývojové kineziologie a DNS konceptu vychází také fyzioterapeut Tomáš Rychnovský, který se zaměřuje na cílenou a komplexní léčbu bolesti zad, kloubů, hlavy, krční páteře, kyčle, ramen a dalších částí těla. Kombinaci všech přístupů ve fyzioterapii doplňuje o celostní náhled na člověka, kde má své zastoupení psychosomatika.